# یواس‌سی‌جی‌سی تمپا (دبلیوام‌ئی‌سی-۹۰۲)
یواس‌سی‌جی‌سی تمپا (دبلیوام‌ئی‌سی-۹۰۲) (به انگلیسی: USCGC Tampa (WMEC-902)) یک کشتی بود که طول آن ۲۷۰ فوت (۸۲ متر) بود.